# Giuliano di Roma
Giuliano di Roma est une commune de la province de Frosinone dans la région Latium en Italie.

## Administration
| Période                                  | Période  | Identité       | Étiquette | Qualité |
| ---------------------------------------- | -------- | -------------- | --------- | ------- |
| 14 juin 2004                             | En cours | Aldo Antonetti |           |         |
| Les données manquantes sont à compléter. |          |                |           |         |

### Communes limitrophes
Ceccano, Maenza, Patrica, Prossedi, Supino, Villa Santo Stefano

### Personnalités
- Delio Onnis
- Marie-Catherine Troiani